# Рюстем паша
Рюстем паша (на османски турски: رستم پاشا; на хърватски: Rustem-paša Opuković; на турски: Damat Rüstem Paşa; ок. 1500—10/12 юли 1561) е османски държавник, велик везир /1544-1553 и втори път 1555-1561/. Зет на Сюлейман Великолепни.

## Живот
Рюстем паша има босненски произход от сараевското семейство Опукович или Чигалич. За народността му няма преки данни, предвид османската практика да не се отбелязва етноса, а религията. Въпреки това, някои източници смятат, че той е хърватин от Скрадин, а други, че е сърбин или с произход от албанските земи. Рюстем паша има два братя – Синан паша, който е капудан, т.е. командир на османския флот, и Мустафа бей, както и сестра Нефисе.
Още от дете с брат си Синан са обучени и получават възпитанието си в Ендерун. През 1526 г. Рюстем паша взема участие в битката при Мохач като силахтар (султански оръженосец), след което е назначен за мирахур (начело на султанските конюшни), от 1533 г. е бейлербей на Диарбекир, а от 1538 и на цяла Анатолия. През 1539 г. е вече член на Дивана като трети везир.
На 26 ноември 1539 г. получава съгласието на султан Сюлейман Великолепни да вземе за жена дъщеря му Михримах Султан, сдобивайки се с титлата „дамат“ („зет на султана“).